# Andrew Bonar Law
Andrew Bonar Law (anglès: Bonar Law)  (Rexton, 16 de setembre de 1858 - Londres, 30 d'octubre de 1923) va ser un polític i home d'estat britànic nascut al Canadà. Va militar al Partit Conservador i fou primer ministre del Regne Unit, l'únic a tota la història que va néixer fora de les Illes Britàniques i un dels que han tingut el mandat més curt durant el segle xx.
Bonar Law va arribar al poder el 1922, després de la victòria dels conservadors a les eleccions de novembre d'aquell any, que aprofitaren la desfeta del Partit Liberal (Regne Unit) després de la dimissió de David Lloyd George. El seu govern, de breu durada, gairebé va transcórrer sense incidències, tot i que va dur a terme algunes mesures com baixar els impostos directes sobre la renda. Al maig de 1923 es va veure obligat a deixar el govern a causa d'un càncer, i morí al mes d'octubre d'aquell mateix any.